# Campeonato Europeo de Tiro con Arco al Aire Libre de 1998
El XV Campeonato Europeo de Tiro con Arco al Aire Libre se celebró en Boé y Agen (Francia) entre el 17 y el 23 de agosto de 1998 bajo la organización de la Unión Europea de Tiro con Arco (WAE) y la Federación Francesa de Tiro con Arco.

## Resultados

### Masculino
| Evento                    | Oro                                                            | Plata                                                                | Bronce                                                |
| ------------------------- | -------------------------------------------------------------- | -------------------------------------------------------------------- | ----------------------------------------------------- |
| Arco recurvo individual   | Balzhinima Tsyrempilov · Rusia                                 | Lionel Torres Francia                                                | Ihor Parjomenko · Ucrania                             |
| Arco recurvo por equipo   | Michele Frangilli · Mario Casavecchia · Ilario Di Buò · Italia | Paweł Szymczak · Grzegorz Targoński · Arkadiusz Ponikowski · Polonia | Sébastien Flute Lionel Torres Sébastien Roche Francia |
| Arco compuesto individual | Thomas Randall Francia                                         | Dejan Sitar Eslovenia                                                | Peter Andersson · Suecia                              |
| Arco compuesto por equipo | Ferenc Fodor · Tibor Ondrik · Antal Szokol · Hungría           | Peter Andersson · Morgan Lundin · Anders Malm · Suecia               | Per Knudsen Tom Henriksen Keld Rosengren Dinamarca    |

### Femenino
| Evento                    | Oro                                                       | Plata                                                            | Bronce                                                         |
| ------------------------- | --------------------------------------------------------- | ---------------------------------------------------------------- | -------------------------------------------------------------- |
| Arco recurvo individual   | Lina Herasymenko · Ucrania                                | Vladlena Priestman Reino Unido                                   | Natalia Valeeva · Italia                                       |
| Arco recurvo por equipo   | Britta Bühren · Cornelia Pfohl · Sandra Sachse · Alemania | Natalia Valeeva · Cristina Ioriatti · Giovanna Aldegani · Italia | Petra Ericsson · Karin Larsson · Jenny Sjöwall · Suecia        |
| Arco compuesto individual | Fabiola Palazzini · Italia                                | Fátima Agudo · España                                            | Maryann Richardson Reino Unido                                 |
| Arco compuesto por equipo | Valérie Fabre Catherine Pellen Michèle Deloraine Francia  | Nichola Simpson Maryann Richardson Claire Trenaman Reino Unido   | Fabiola Palazzini · Cristina Pernazza · Serena Pisano · Italia |

## Medallero
| Núm. | País        | Oro | Plata | Bronce | Total |
| ---- | ----------- | --- | ----- | ------ | ----- |
| 1    | Italia      | 2   | 1     | 2      | 5     |
| 2    | Francia     | 2   | 1     | 1      | 4     |
| 3    | Ucrania     | 1   | 0     | 1      | 2     |
| 4    | Alemania    | 1   | 0     | 0      | 1     |
| 4    | Hungría     | 1   | 0     | 0      | 1     |
| 4    | Rusia       | 1   | 0     | 0      | 1     |
| 7    | Reino Unido | 0   | 2     | 1      | 3     |
| 8    | Suecia      | 0   | 1     | 2      | 3     |
| 9    | Eslovenia   | 0   | 1     | 0      | 1     |
| 9    | España      | 0   | 1     | 0      | 1     |
| 9    | Polonia     | 0   | 1     | 0      | 1     |
| 12   | Dinamarca   | 0   | 0     | 1      | 1     |
|      | TOTAL       | 8   | 8     | 8      | 24    |